# Еуримах
Еуримах (грч. Εὐρύμαχος) је у грчкој митологији било име више личности.

## Митологија
- Према Хомеру, Еуримах је био Полибов син и један од просилаца Пенелопе, који је све друге просиоце надмашио у дарежљивости. Био је у вези са Мелантом, Мелантејевом (или Мелантијевом) сестром, слушкињом, коју је у Одисејев дом довела Пенелопа.[1] Важио је за доброг стрелца и када је Пенелопа организовала такмичење у коме је било потребно да се Одисејевим оружјем прострели дванаест секира пободених у земљу, чак ни он није успео да затегне лук. Када је то видео Антиној, предложио је да се такмичење одложи за сутрадан. Победник у такмичењу је наводно, требало да освоји Пенелопину руку. У такмичење се тада укључио и Одисеј, прерушен у просјака. Просиоци нису желели да му дозволе учешће, али је Пенелопа инсиситирала. Он је успео да обави задатак, али није испуштао лук и стреле из руку.[2] Тада је Одисеј отпочео покољ просилаца своје супруге. Еуримах га је преклињао за милост, али Одисеј није желео да га поштеди. Зато је овај потегао копље на Одисеја, али га је у том тренутку погодила стрела у јетру и смртно га ранила.[3]
- Четврти просилац Хиподамије, кога је, попут осталих, убио њен отац Еномај.[4]
- Према Паусанији, син Антенора и Теано. Био је Поликсенин вереник.[4]
- Рибар са острва Симе, који је дошао са Нирејом да се бори против Тројанаца у тројанском рату. Убио га је Полидамант.[5]
- Још један учесник тројанског рата, који је био међу јунацима сакривеним у тројанском коњу.[5]